# Gens Hostilia
Die gens Hostilia (Hostilii, deutsch Hostilier) war eine plebejische Familie (gens) in der römischen Republik, deren Machtanspruch sich besonders im 2. Jahrhundert v. Chr. manifestierte.
Der Name ist nicht eindeutig etymologisch deutbar; er ist sowohl bei den Venetern, den Illyrern als auch den Etruskern verbreitet. Das hohe Alter bezeugt der dritte König Roms, Tullus Hostilius, aber auch Bezeichnungen wie die Curia Hostilia.
Die gens trat in der Republik während des 2. Punischen Kriegs erstmals hervor und war in die drei Linien der Catones, Mancini und Tubuli geteilt. Nur die Mancini konnten mit Aulus Hostilius Mancinus 170 v. Chr., Lucius Hostilius Mancinus 145 v. Chr. und Gaius Hostilius Mancinus 137 v. Chr. den Konsulat erreichen. Im 1. Jahrhundert v. Chr. sind offensichtlich alle Linien erloschen und es erscheinen weitere Namensträger ohne Cognomen. Nicht zu diesen Hostilii zählen die Sasernae, die zur Zeit Caesars kurz hervortraten.